# أنصار السنة (موزمبيق)
أنصار السنة، التي يعرفها أيضا السكان المحليون باسم أنصار الشريعة، هي جماعة مقاتلة إسلامية ناشطة في مقاطعة كابو دلغادو، موزمبيق. وقد هاجمت المجموعة قوات الأمن والمدنيين في محاولة لإنشاء دولة إسلامية في المنطقة.
ويقال إن الجماعة تشكلت في كابو دلغادو في عام 2015 على أيدي أتباع رجل الكيني الراديكالي، عبود روغو محمد، الذين أعيد توطينهم في موزمبيق في أعقاب مقتله. وأصبحت الجماعة عنيفة بصورة متزايدة في عام 2017، حيث نفذت هجمات على الأهداف الحكومية والمدنية. وتجمع الجماعة أموالا من التهريب والشبكات الدينية والمتجرين بالبشر، تستخدمها الجماعة لإرسال مجندين إلى تنزانيا وكينيا والصومال من أجل التدريب العسكري والإيديولوجي.
ويعتقد أن أعضاء جماعة أنصار السنة هم في الغالب من الموزمبيقيين من مقاطعات موكيمبوا دا برايا، وبالما وماكوميا، ولكنهم يشملون أيضا مواطنين أجانب من تنزانيا والصومال. ويقال إن البرتغالية، وكيمواني، والسواحيلية، هي التي يتحدث بها أعضاء المجموعة.